# Rockstar North
Rockstar North er en britisk virksomhed, der bl.a. producerer computerspil. Virksomheden er mest kendt for deres populære spilserie Grand Theft Auto også kaldet GTA.
Firmaet er et datterselskab af Rockstar Games, som er dem som konkret står bag Grand Theft Auto-spillene.